# Eremias strauchi
Eremias strauchi är en ödleart som beskrevs av Kessler 1878. Eremias strauchi ingår i släktet löparödlor och familjen lacertider. IUCN kategoriserar arten globalt som livskraftig.
Arten förekommer från Turkiet till Turkmenistan men utbredningsområdet är inte sammanhängande. Utbredningsområdet ligger 300 till 3500 meter över havet. Habitatet utgörs av halvöknar och stäpper med glest fördelad växtlighet. Eremias strauchi gömmer sig mellan stenar och i jordhålor. Den kan även gräva. Två gånger per år läggs 3 till 7 ägg.

## Underarter
Arten delas in i följande underarter:
- E. s. kopetdaghica
- E. s. strauchi